# El Sitio, Tabasco
El Sitio är en ort i Mexiko.   Den ligger i kommunen Jonuta och delstaten Tabasco, i den sydöstra delen av landet, 800 km öster om huvudstaden Mexico City. El Sitio ligger 6 meter över havet och antalet invånare är 116.
Terrängen runt El Sitio är mycket platt. Runt El Sitio är det glesbefolkat, med 20 invånare per kvadratkilometer. Närmaste större samhälle är Jonuta, 10,5 km norr om El Sitio. Omgivningarna runt El Sitio är en mosaik av jordbruksmark och naturlig växtlighet.